# Central News Agency irodalmi díj
A CNA irodalmi díj Dél-afrika egyik legjelentősebb irodalmi elismerése volt.
Nevét a CNA könyvesbolt-lánc kölcsönözte, az utolsó díjat 1996-ban osztották ki. Szellemi örököse a CNA "Az Év Könyve"-díja ("Book of the Year").
Teljes neve Central News Agency Literary Award.

## Díjazottak
- 1962: Mary Renault: The Bull from the Sea
- 1963: Laurens van der Post: The Seed and the Sower
- 1964: Alan Paton: Hofmeyr
- 1966: Etienne Leroux: Een vir azazel
- 1967: Breyten Breytenbach: Het huis van de dove, valamint Laurens van der Post: The Hunter and the Whale
- 1968: Siegfried Stander: The horse
- 1969: Breyten Breytenbach: Kouevuur
- 1970: John McIntosh: The Stonefish
- 1971: Elsa Joubert: Bonga, valamint P. G. Du Plessis: Siener in die suburbs: ’n spel in drie bedrywe
- 1972: Sheila Fugard: The Castaways
- 1973: Alan Paton: Apartheid and the archbishop: The life and times of Geoffrey Clayton, Archbishop of Cape Town, valamint Elisabeth Eybers: Krujs of munt
- 1974: Nadine Gordimer: The Conservationist
- 1975: Anna M Louw: Kroniek van Perdepoort, valamint Guy Butler: Selected poems
- 1976: Anthony Delius: Border: A novel, valamint Etienne Leroux: Magersfontein, o Magersfontein!
- 1977: John Maxwell Coetzee: In the Heart of the Country (A semmi szívében), valamint Elisabeth Eybers: Einder
- 1978: André Brink: Rumours of Rain (Aszály és vízözön), valamint Elsa Joubert: Poppie Nongena
- 1979: Nadine Gordimer: Burger’s Daughter, valamint Diederik Johannes Opperman: Komas uit ’n bamboesstok: Synde die mirakelagtige terugkeer na lewerversaking van ene Marco Polo: bevattende reisbeskry
- 1980: John Maxwell Coetzee: Waiting for the Barbarians (Barbárokra várva)
- 1981: Nadine Gordimer: July’s People
- 1982: André Brink: A Chain of Voices
- 1983: Breyten Breytenbach: (Yk): Die vierde bundel van die ongedanste dans
- 1984: John Maxwell Coetzee: Life & Times of Michael K (Michael K. élete és kora)
- 1986: Etienne van Heerden: Ancestral Voices
- 1989: Christopher Hope: White Boy Running, Etienne van Heerden: Liegfabriek, Breyten Breytenbach: Memory of Snow and Dust
- 1990: Nadine Gordimer: My Son’s Story
- 1991: John Miles: Kroniek uit die Doofpot
- 1992: Damon Galgut: The Beautiful Screaming of Pigs
- 1993: Chris Barnard: Moerland, valamint Mark Behr: The Smell of Apples
- 1994: Nelson Mandela: Long Walk to Freedom: The Autobiography of Nelson Mandela, valamint Marlene van Niekerk: Triomf
- 1995: Margaret McCord: The Calling of Katie Makanya: A Memoir of South Africa (ismeretterjesztő kategória)
- 1996: Sarah Ruden: Other Places (kreatív kategória)